# CRAZY FOR YOU (Kyleeの曲)
「CRAZY FOR YOU」（クレイジー・フォー・ユー）は、アメリカ出身の女性歌手Kyleeの5枚目のシングル。2011年10月9日発売。

## 概要
前作から3か月でのリリース。表題曲「CRAZY FOR YOU」はニッセン2011秋のテレビCMソングに起用され、レコチョク着うたフルのデイリーランキングで初登場3位（最高1位）を獲得、配信で累計50万DLを超えるヒットを記録した。また作詞・作曲したシンガーソングライターの磯貝サイモンは、「歌詞はKyleeをイメージして書いた」という。
初回生産限定盤には、前作「NEVER GIVE UP!」のアナザーバージョンのミュージック・ビデオを収録したDVDが付属する。

## 収録曲
| #  | タイトル                      | 作詞               | 作曲         | 編曲               | 時間 |
| -- | ----------------------------- | ------------------ | ------------ | ------------------ | ---- |
| 1. | 「CRAZY FOR YOU」             | 磯貝サイモン       | 磯貝サイモン | Yamachi、谷口尚久  | 3:59 |
| 2. | 「過去を忘れる魔法」          | 金井政人 (BIGMAMA) | 新井弘毅     | 新井弘毅、谷口尚久 | 3:52 |
| 3. | 「CRAZY FOR YOU」(Less Vocal) | 磯貝サイモン       | 磯貝サイモン | Yamachi、谷口尚久  | 3:57 |

| #  | タイトル                                                            | 作詞 | 作曲・編曲 | 監督     |
| -- | ------------------------------------------------------------------- | ---- | ---------- | -------- |
| 1. | 「NEVER GIVE UP! (Kylee with 女子高生チアガールVer.)」(Music Video) |      |            | 清水康彦 |
| 2. | 「Music Video Off Shot」                                            |      |            |          |

## カバー
- 焼塩檸檬（若山詩音） - テレビアニメ『負けヒロインが多すぎる!』エンディングテーマ[5]。2024年9月25日発売のアルバム『負けヒロインが多すぎる！ マケイン応援！カバーソングコレクション』に収録。